# Apistogramma diplotaenia
Apistogramma diplotaenia és una espècie de peix de la família dels cíclids i de l'ordre dels perciformes.

## Morfologia
Els mascles poden assolir els 2,9 cm de longitud total.

## Distribució geogràfica
Es troba a Sud-amèrica: riu Amazones.